# World Series of Poker 1994
Die World Series of Poker 1994 war die 25. Austragung der Poker-Weltmeisterschaft und fand vom 16. April bis 10. Mai 1994 im Binion’s Horseshoe in Las Vegas statt.

## Turniere

### Turnierplan

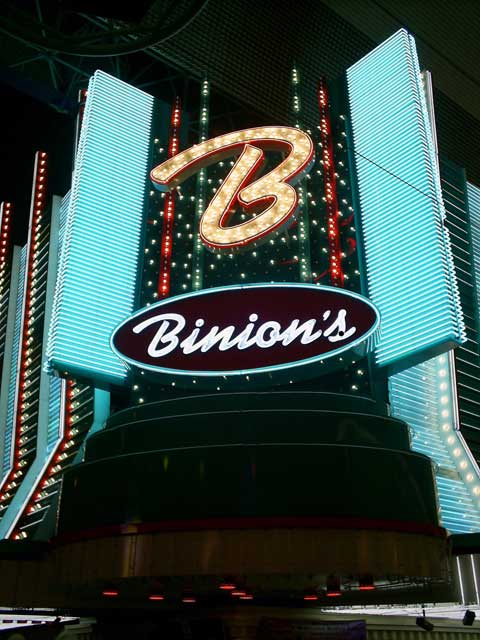
Das Binion’s Horseshoe in Las Vegas

Im Falle eines mehrfachen Braceletgewinners gibt die Zahl hinter dem Spielernamen an, das wievielte Bracelet in diesem Turnier gewonnen wurde.
| #  | Buy-in (in $) | Turnier                                          | Turnierbeginn | Teilnehmer | Sieger              | Herkunft           | Preisgeld (in $) |
| -- | ------------- | ------------------------------------------------ | ------------- | ---------- | ------------------- | ------------------ | ---------------- |
| 1  | 01.500        | Limit Hold’em                                    | 16. Apr. 1994 | 506        | Steve Sim           | Vereinigte Staaten | 0.289.200        |
| 2  | 05.000        | Limit Hold’em                                    | 17. Apr. 1994 | 105        | Erik Seidel (3)     | Vereinigte Staaten | 0.210.000        |
| 3  | 02.500        | Pot-Limit Omaha                                  | 18. Apr. 1994 | 167        | Huck Seed           | Vereinigte Staaten | 0.167.000        |
| 4  | 01.500        | No-Limit Hold’em                                 | 19. Apr. 1994 | 330        | George Rodis        | Vereinigte Staaten | 0.187.800        |
| 5  | 02.500        | Limit Omaha Hi-Lo                                | 20. Apr. 1994 | 103        | J. C. Pearson       | Vereinigte Staaten | 0.103.000        |
| 6  | 02.500        | Limit Seven Card Stud                            | 21. Apr. 1994 | 132        | Rod Pardey (2)      | Vereinigte Staaten | 0.132.000        |
| 7  | 05.000        | Limit Seven Card Stud                            | 22. Apr. 1994 | 072        | Roger Moore         | Vereinigte Staaten | 0.144.000        |
| 8  | 01.500        | Pot-Limit Omaha                                  | 23. Apr. 1994 | 168        | O’Neil Longson      | Vereinigte Staaten | 0.100.800        |
| 9  | 02.500        | Limit Hold’em                                    | 24. Apr. 1994 | 212        | Mike Laing          | Vereinigte Staaten | 0.212.000        |
| 10 | 01.500        | Pot-Limit Hold’em                                | 25. Apr. 1994 | 247        | Jay Heimowitz (4)   | Vereinigte Staaten | 0.148.200        |
| 11 | 02.500        | No-Limit Hold’em                                 | 26. Apr. 1994 | 220        | John Heaney         | Vereinigte Staaten | 0.220.000        |
| 12 | 01.500        | Limit Razz                                       | 27. Apr. 1994 | 148        | Mike Hart (4)       | Vereinigte Staaten | 0.088.800        |
| 13 | 01.000        | Ladies Limit Seven Card Stud                     | 28. Apr. 1994 | 096        | Barbara Enright (2) | Vereinigte Staaten | 0.038.400        |
| 14 | 01.500        | Limit Omaha Hi-Lo                                | 29. Apr. 1994 | 225        | T. J. Cloutier (2)  | Vereinigte Staaten | 0.135.000        |
| 15 | 02.500        | Pot-Limit Hold’em                                | 30. Apr. 1994 | 163        | T. J. Cloutier (3)  | Vereinigte Staaten | 0.163.000        |
| 16 | 01.500        | Limit A-5 Draw Lowball                           | 1. Mai 1994   | 155        | J. J. Chun          | Vereinigte Staaten | 0.093.000        |
| 17 | 01.500        | Limit A-5 Draw Lowball                           | 2. Mai 1994   | 226        | Johnny Chan (4)     | Vereinigte Staaten | 0.135.600        |
| 18 | 01.500        | Limit Omaha                                      | 3. Mai 1994   | 139        | Brent Carter (2)    | Vereinigte Staaten | 0.083.400        |
| 19 | 01.500        | Limit Seven Card Stud Hi-Lo                      | 4. Mai 1994   | 212        | Vince Burgio        | Vereinigte Staaten | 0.127.200        |
| 20 | 05.000        | No-Limit 2-7 Lowball Draw                        | 5. Mai 1994   | 057        | Lyle Berman (3)     | Vereinigte Staaten | 0.128.250        |
| 21 | 10.000        | No Limit Hold’em Main Event – World Championship | 6. Mai 1994   | 268        | Russ Hamilton       | Vereinigte Staaten | 1.000.000        |

### Main Event

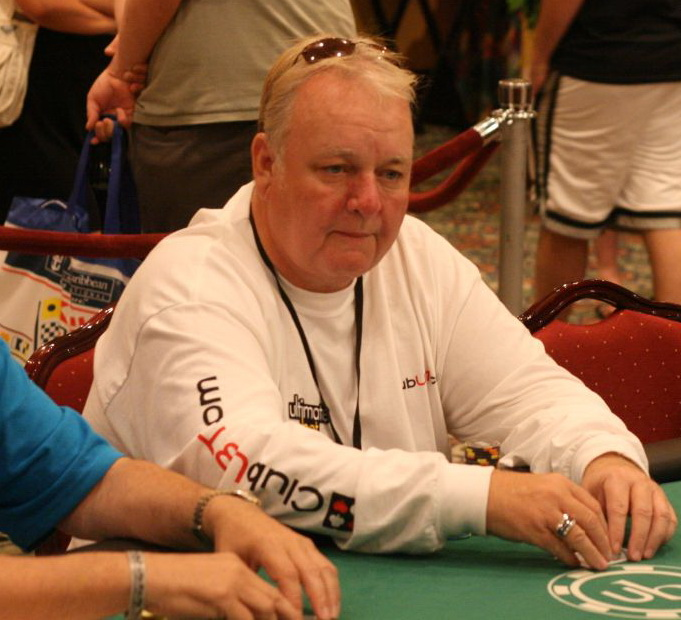
Russ Hamilton (2007)

Der Finaltisch wurde am 10. Mai 1994 ausgespielt. In der finalen Hand gewann Hamilton mit K♠ 8♥ gegen Vincent mit 8♣ 5♥.
| Platz | Herkunft           | Spieler           | Preisgeld (in $) |
| ----- | ------------------ | ----------------- | ---------------- |
| 1     | Vereinigte Staaten | Russ Hamilton     | 1.000.000        |
| 2     | Vereinigte Staaten | Hugh Vincent      | 0.588.000        |
| 3     | Vereinigte Staaten | John Spadavecchia | 0.294.000        |
| 4     | Vereinigte Staaten | Vince Burgio      | 0.168.000        |
| 5     | Vereinigte Staaten | Al Krux           | 0.100.800        |
| 6     | Vereinigte Staaten | Robert Turner     | 0.050.400        |